# Stronti ranelat
Stronti ranelat, muối stronti (II) của axit ranelic, là một loại thuốc chữa loãng xương được bán dưới dạng thuốc Protelos hoặc Protos của Servier. Các nghiên cứu chỉ ra rằng nó cũng có thể làm chậm tiến trình viêm xương khớp của đầu gối. Thuốc này làm tăng sự lắng đọng của xương mới bằng xương osteoblasts và làm giảm sự hấp thu xương do osteoclast.
Vào ngày 13 tháng 5 năm 2013, Servier đã công bố một Thông báo về Truyền thông Y tế Trực tiếp cho biết những hạn chế mới đối với việc sử dụng stronti ranelate đã được đưa ra, vì những thử nghiệm ngẫu nhiên cho thấy nguy cơ nhồi máu cơ tim gia tăng. Servier tuyên bố rằng việc sử dụng này đã được giới hạn trong điều trị loãng xương trầm trọng ở phụ nữ sau mãn kinh có nguy cơ gãy xương cao. Ủy ban Đánh giá rủi ro Dược phẩm Châu Âu (PRAC) khuyến cáo hạn chế trong việc sử dụng stronti ranelat, dựa trên đánh giá nguy cơ-lợi ích thường thấy của thuốc, bao gồm dữ liệu cho thấy có nguy cơ mắc các bệnh về tim, bao gồm các cơn đau tim. Vào ngày 21 tháng 2 năm 2014, Cơ quan Y tế Châu Âu khuyến cáo rằng stronti ranelat vẫn có sẵn với những hạn chế liên quan đến bệnh nhân mắc bệnh tim hiện có. 

## Chống chỉ định
Stronti ranelat được chống chỉ định khi dùng quá liều thuốc hoặc các chất tẩy. Không nên dùng cho bệnh nhân bị bệnh thận nặng, tức là độ thanh thải creatinine dưới 30 mL / phút do thiếu dữ liệu. Cần thận trọng khi dùng thuốc ở những bệnh nhân có nguy cơ thuyên tắc huyết khối tĩnh mạch (VTE), kể cả bệnh nhân có tiền sử thuyên tắc huyết khối tĩnh mạch. Cần thận trọng khi dùng cho bệnh nhân bị phenylketon niệu vì các công thức của stronti ranelat có chứa phenylalanine.

## Tác dụng
Stronti ranelat làm tăng nguy cơ huyết khối tĩnh mạch, tắc nghẽn phổi và rối loạn tim mạch nghiêm trọng, bao gồm nhồi máu cơ tim. Việc sử dụng của nó hiện đang bị hạn chế. Tác dụng phụ thường gặp nhất gồm buồn nôn, tiêu chảy, nhức đầu, nhưng chỉ tăng 2-4% so với nhóm dùng giả dược. Tuy nhiên, hầu hết các phản ứng phụ được giải quyết trong vòng 3 tháng. 